# Charles Desplaces
Charles Desplaces, né le 11 août 1743 à Autun et mort le 18 décembre 1802 au château de Martigny,  est un homme politique français du XVIIIe siècle.

## Biographie
Juge de paix du canton de Saint-Léger-sous-Beuvray, il est député de Saône-et-Loire de 1791 à 1792, siégeant dans la majorité. Il démissionne le 10 juillet 1792. Il est arrêté en avril 1793, et incarcéré jusqu'en octobre 1794.

## Sources
- « Charles Desplaces », dans Adolphe Robert et Gaston Cougny, Dictionnaire des parlementaires français, Edgar Bourloton, 1889-1891 [détail de l’édition]
- Pierre Montarlot, « Les députés de la Saône-et-Loire aux assemblées de la Révolution (1789-1799) », Mémoires de la Société éduenne, Autun, tome 32, 1904, p. 230-236.